# 拉斯洛四世

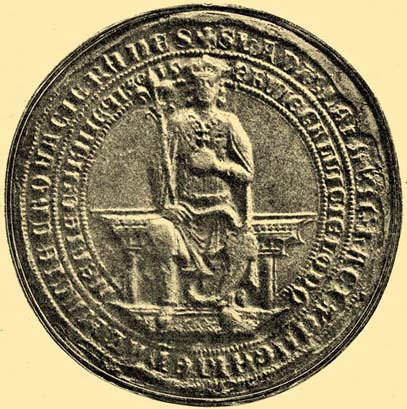
拉斯洛四世的庫曼印章

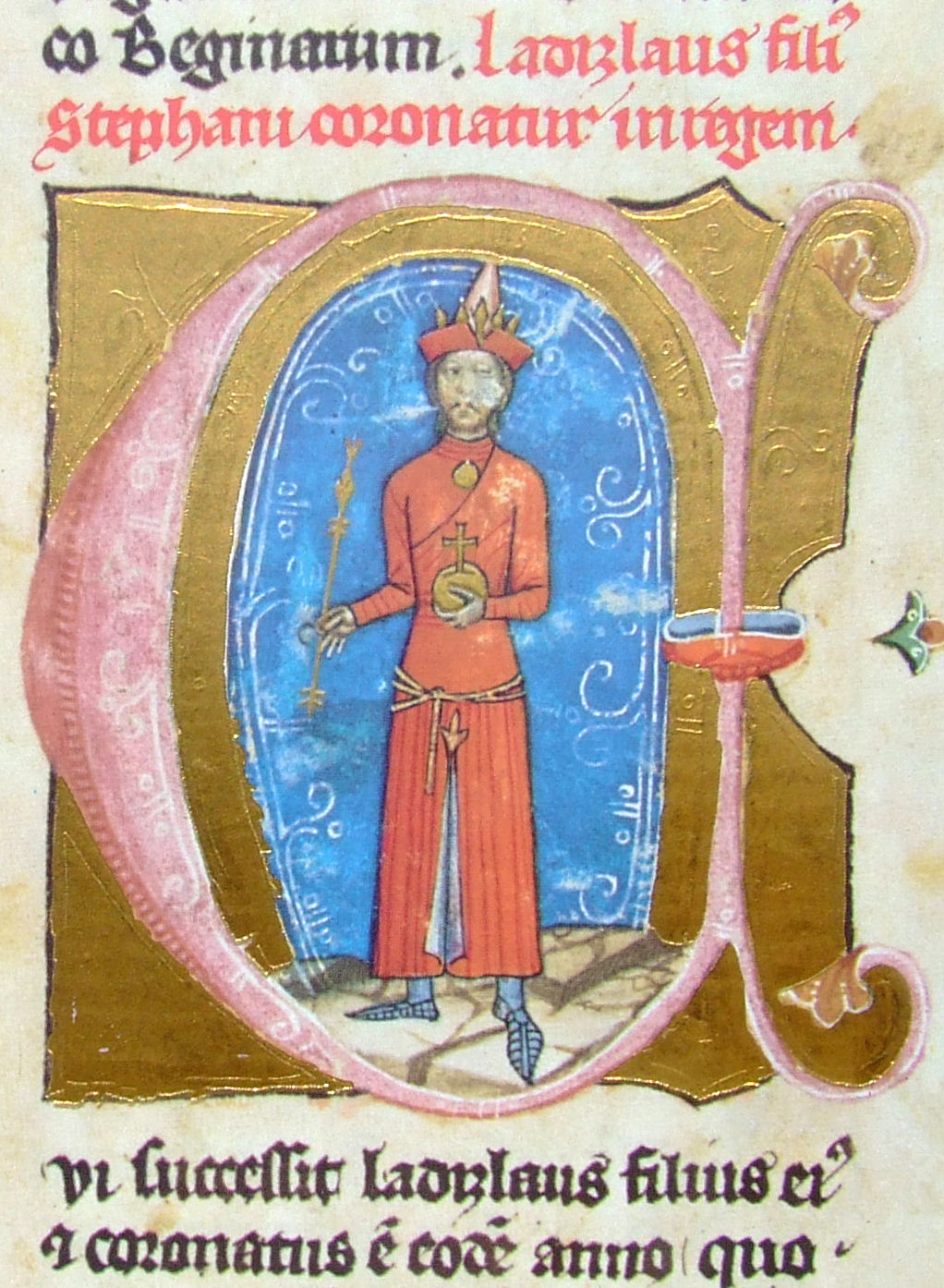
在描繪紀事中記載拉斯洛四世青睞庫曼的服裝的圖畫

拉斯洛四世（匈牙利語：IV. László，1262年—1290年7月10日），匈牙利国王，伊什特万五世之子，1272年至1290年在位。
拉斯洛四世是伊什特萬五世與庫曼人酋長的女兒伊莉莎伯所生的長子。庫曼人在蒙古人入侵匈牙利前逃來匈牙利。為了贏得他們的效忠，貝拉四世只好讓兒子伊什特萬五世和庫曼公主伊莉莎伯結婚。
1269年，年僅七歲的拉斯洛四世與只得四歲的西西里公主伊莉莎伯（國王卡洛一世的女兒）訂婚，二人於1270年舉行婚禮。
1270年5月3日，祖父貝拉四世逝世，父親伊什特萬五世繼位。兩年後，伊什特萬五世病逝，拉斯洛四世繼承王位，由被匈牙利人憎惡的“庫曼女人”伊莉莎伯攝政。
1285年至86年，金帳汗国入侵匈牙利的特蘭西瓦尼亞及喀爾巴阡盧森尼亞，不成功，被拉斯洛四世率軍於喀爾巴阡山脈附近打败那海和兀剌不花的军队。
儘管他把蒙古人打退，但拉斯洛四世是一個野蠻、放縱的年輕人，他沉溺於和庫曼情婦享樂，他縱容庫曼人於匈牙利信奉異教，費爾莫主教對拉斯洛四世進行絕罰，其後拉斯洛四世迫使主教返回教廷。教皇尼古拉四世因此準備號召聖戰討伐拉斯洛四世。最後於1290年7月10日，他被三個庫曼人刺殺，死後無嗣。王位由堂叔安德烈三世繼承。
| 拉斯洛四世 阿爾帕德王朝出生于：1262年逝世於：1290年7月10日 | 拉斯洛四世 阿爾帕德王朝出生于：1262年逝世於：1290年7月10日 | 拉斯洛四世 阿爾帕德王朝出生于：1262年逝世於：1290年7月10日 |
| 統治者頭銜                                                 | 統治者頭銜                                                 | 統治者頭銜                                                 |
| ---------------------------------------------------------- | ---------------------------------------------------------- | ---------------------------------------------------------- |
| 前任： 父伊什特萬五世                                      | 匈牙利國王 1272年－1290年                                  | 繼任： 堂叔安德烈三世                                      |
| 前任： 父伊什特萬五世                                      | 克羅地亞國王 1270年－1290年                                | 繼任： 堂叔安德烈三世                                      |